# ليس مويثيس
ديزايس ليس مويثيس ميكالاد الشهير باسم ليس مويثيس (4 يوليو 1985

 في برازافيل) (بالفرنسية: Dyzaiss-Lys Mouithys Mickalad)‏ لاعب كرة قدم كونغولي يلعب حاليا في نادي الرجاء الرياضي منذ 2014 في خط الوسط .
لعب مويثيس في أندية بريوتشين (2000-2003) بوردو (2003-2006) تشاتيليراولت (2006) هييريه (2007) تشيربورغ (2007-2008) ليبورن (2008-2009) .
شارك مويثيس مع منتخب جمهورية الكونغو في 6 مباريات دولية مسجلا 3 أهداف منذ 2006 .

## روابط خارجية
- ليس مويثيس على موقع الاتحاد الدولي (مؤرشف)  (الإنجليزية)
- ليس مويثيس على موقع اتحاد تركيا (لاعب) (الإنجليزية)
- ليس مويثيس على موقع قاعدة بيانات كرة القدم.إي يو (الإنجليزية)
- ليس مويثيس على موقع ناشيونال فوتبول تيمز (الإنجليزية)
- ليس مويثيس على موقع Soccerway.com (الإنجليزية)
- ليس مويثيس على موقع عالم كرة القدم.نت (الإنجليزية)
- ليس مويثيس على موقع كووورة